# Championnat d'Europe de hockey sur glace 1925
Navigation
France 1924 Suisse 1926
Le dixième championnat d'Europe de hockey sur glace a eu lieu du 8 au 11 janvier 1925 en Tchécoslovaquie.

## Contexte et déroulement
Le tournoi devait normalement se dérouler à Prague mais finalement le tournoi a eu lieu dans la région des montagnes des Hautes Tatras dans les villes de Štrbské Pleso et de Starý Smokovec sur des patinoires naturelles. Le tournoi a été marqué par une faible affluence et par les nombreuses pauses en raison de chutes de neige importantes.
Du fait, du faible nombre de nations participant au tournoi, quatre équipes représentées, le tournoi reprend sa forme initiale d'une série de rencontres entre les équipes puis d'un classement déterminant le champion d'Europe.

## Résultats des matchs
8 janvier - Štrbské Pleso
- Suisse 1-1 Belgique

9 janvier - Štrbské Pleso
- Tchécoslovaquie 3-0 Autriche

11 janvier - Starý Smokovec
- Tchécoslovaquie 1-0 Suisse
- Tchécoslovaquie 6-0 Belgique

11 janvier - Štrbské Pleso
- Autriche 2-0 Belgique
- Autriche 2-2 Suisse

## Classement
|        | Équipe          | PJ | V | N | D | BP | BC |
| ------ | --------------- | -- | - | - | - | -- | -- |
| Or     | Tchécoslovaquie | 3  | 3 | 0 | 0 | 10 | 0  |
| Argent | Autriche        | 3  | 1 | 1 | 1 | 4  | 5  |
| bronze | Suisse          | 3  | 0 | 2 | 1 | 3  | 4  |
| 4      | Belgique        | 3  | 0 | 1 | 2 | 1  | 9  |